# Tanja Feichtmair

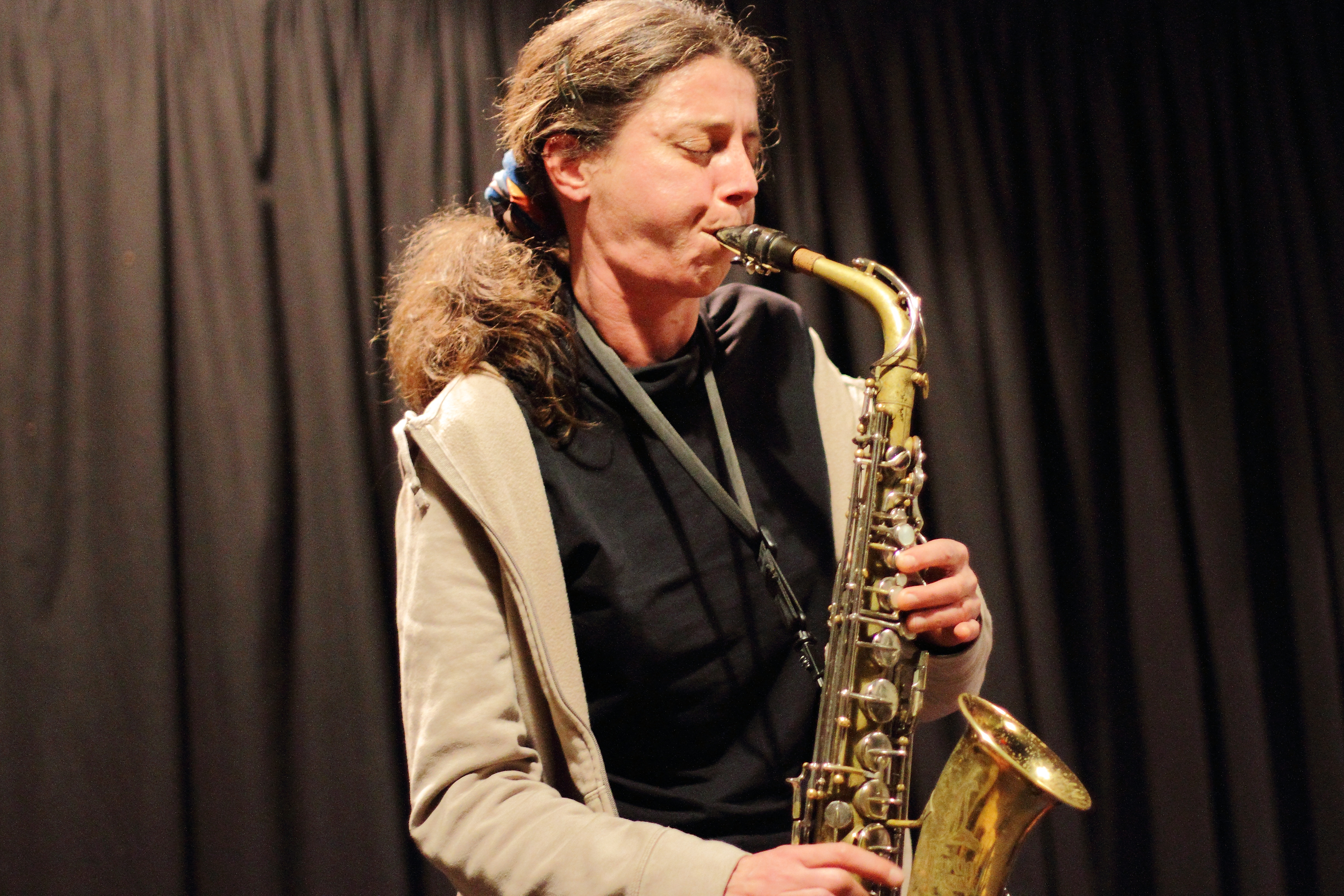
Tanja Feichtmair (2015)

Tanja Feichtmair (* 7. Februar 1972 in Wels) ist eine österreichische Jazz- und  Improvisationsmusikerin (Altsaxophon, Bassklarinette, Komposition).

## Leben und Wirken
Feichtmair erhielt ihren ersten Instrumentalunterricht mit sechs Jahren auf der Blockflöte. Sie spielte ab den 1990er-Jahren in mehreren österreichischen sowie internationalen Formationen auf dem Feld der freien Improvisation, mit Lull, Müjazz, Feichtmair/Turner Duo, Trio Now, im Trio mit Gino Robair und Damon Smith, im Quartett mit Frank Gratkowski, Peter Herbert und Christian Lillinger. Für mehrere Jahre galt ihr Hauptinteresse der Solotätigkeit, aus der unter anderem das Album Kaman Wasi (2003) auf Extraplatte hervorging. 2001 erhielt sie die Talentförderungsprämie der Stadt Linz, 2003 das Kunstförderungsstipendium des Landes Oberösterreich.
Feichtmair lebt und unterrichtet seit 2004 in Ulrichsberg. 2005 spielte sie im Jazzatelier Ulrichsberg mit Anthony Braxton und dem Ulrichsberg Tri-Centric Ensemble; 2009 trat sie dort als Omnixus mit Scott Looney, Hugh Livingston und Damon Smith auf. Im Trio Now (mit Uli Winter und Fredi Pröll) gastierte sie 2016 bei den Nickelsdorfer Konfrontationen. Des Weiteren arbeitete sie 2016 im Trio mit Elisabeth Harnik und Nina Polaschegg, 2022 im Quintett Dieter Glawischnig, Peter Herbert, Cene Resnik und Urban Kušar, 2023 im Trio mit Sophie Agnel und Roger Turner. Im Bereich des Jazz war sie laut Tom Lord zwischen 2000 und 2023 an sieben Aufnahmesessions beteiligt.
Tanja Feichtmairs Spiel hebe sich durch eine vorherrschende musikalische Logik ab, meinte Joseph Woodard im Down Beat über ihr Album Omnixus + Solo. Sie bringe Sinn für Lyrik, melodisches Denken und Instinkt für Struktur in die Katharsis des freien Spiels ein.

## Diskographische Hinweise

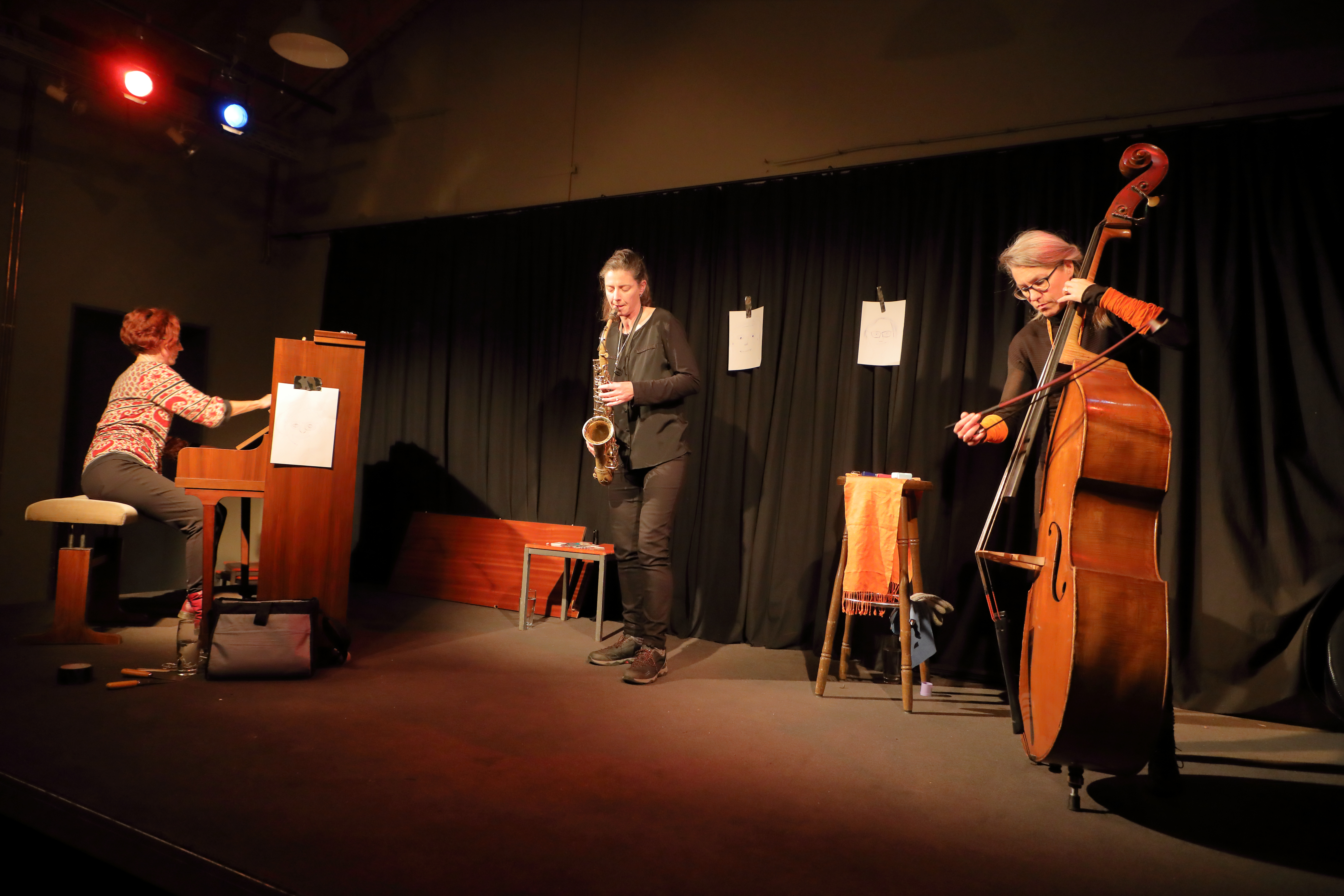
Tanja Feichtmair (Mitte) im Trio mit Elisabeth Harnik (Piano) und Nina Polaschegg (Bass) 2019 im club W71, Weikersheim.

- Lull:  The Zipper (Leo Records, 2009), mit Fredi Pröll, Josef Novotny, Uli Winter
- Omnixus + Solo(Leo Records, 2019), mit Scott Looney, Hugh Livingston, Damon Smith[4]
- Tanja Feichtmair / Damon Smith / Gino Robair: The Shrilling of Frogs (Balance Point Acoustics, 2021)[5]
- CUT Trio: Pelletron / Dynamitron (2022), mit Cene Resnik, Urban Kušar
- Tanja Feichtmair, Mara Kolibri, Stefan Krist, Josef Novotny, Fredi Pröll, Julius Winter & Uli Winter: Adschi (2023)